# Sam Warburton
Samuel Kennedy-Warburton, detto Sam (Cardiff, 5 ottobre 1988), è un ex rugbista a 15 internazionale per il Galles, in carriera attivo come terza linea ala del Cardiff Rugby.
Ha interrotto la carriera nel luglio 2018 a 29 anni dopo aver manifestato la propria incapacità di recupero dai numerosi infortuni subìti durante l'attività che l'ha visto, oltre a primeggiare a livello di franchise in una Challenge Cup, vincere due tornei consecutivi del Sei Nazioni, uno dei quali con il Grande Slam con la nazionale gallese, della quale fu capitano 49 volte.
Da capitano dei British Lions ha partecipato a due tour rimanendo imbattuto nelle serie, vincendo quella del 2013 contro l'Australia e pareggiando quella del 2017 contro la Nuova Zelanda.

## Biografia
Nato in Galles da genitori inglesi, Warburton e il suo fratello gemello Ben furono introdotti al calcio seguendo la tradizione di famiglia (un suo bisnonno, George Reed, militava nel Leeds Utd e i suoi genitori sono tifosi del Tottenham).
Alla Whitchurch High School di Cardiff i due Warburton furono compagni di squadra, fino a 14 anni, di Gareth Bale, che poi seguì la strada professionistica nel calcio, mentre invece i due gemelli, dopo un provino nel Cardiff City, scelsero il rugby.
Entrambi i fratelli entrarono nelle giovanili del Glamorgan ma Ben, alle soglie del professionismo, scelse la professione paramedica e divenne fisioterapista presso i Dragons.
Sam Warburton fu quindi ingaggiato a 20 anni dalla franchise di Cardiff dei Blues nell'allora Celtic League e oggi Pro14.
Già capitano della Nazionale gallese Under-19 e Under-20, esordì nel 2009 in Nazionale maggiore a Chicago contro gli Stati Uniti, e dopo soli due anni, in occasione della Coppa del Mondo di rugby 2011, il C.T. della squadra, il neozelandese Warren Gatland, lo nominò capitano.
In tale competizione assurse suo malgrado alla ribalta per essere stato espulso al 19' della semifinale contro la Francia dall'arbitro irlandese Alain Rolland per un placcaggio pericoloso su Vincent Clerc.
L'uscita dal campo costrinse il Galles a giocare tre quarti di gara in 14 uomini e alla fine la Francia prevalse per 9-8 lasciando ai gallesi la finale per il terzo posto, poi persa contro l'Australia.
Nella stagione successiva guidò il Galles al Grande Slam nel Sei Nazioni 2012, titolo confermato l'anno successivo se pure non a punteggio pieno.
In occasione del tour in Australia dei British and Irish Lions del giugno-luglio 2013 Warren Gatland, nel frattempo incaricato del ruolo di manager della selezione interbritannica, lo designò capitano della spedizione; nell'occasione, i Lions vinsero la serie a 12 anni di distanza dalla loro ultima vittoria assoluta, e a 24 dall'ultimo successo in una serie in Australia.
Tra le altre vittorie, a parte i due citati Sei Nazioni a tutto il 2013, figurano una Coppa Anglo-Gallese nel 2009 e una Challenge Cup nel 2010, entrambe con i Cardiff Blues; il piazzamento internazionale di maggior prestigio è il quarto posto alla Coppa del Mondo di rugby 2011 in Nuova Zelanda.
Fu, di nuovo, presente alla Coppa del Mondo di rugby 2015 in Inghilterra e nel 2017 fu convocato per il secondo tour consecutivo dei British Lions, e di nuovo da capitano, per la serie in Nuova Zelanda.
Scese in campo in due dei tre match contro gli All Blacks tra cui il terzo della serie, che le due squadre pareggiarono 15-15 dopo avere vinto un incontro ciascuno.
Quello si rivelò essere anche il suo ultimo incontro in assoluto, perché nella stagione successiva, costellata di infortuni e mancati recuperi, non scese mai in campo; il 18 luglio 2018 annunciò il suo ritiro dall'attività dichiarando di non essere stato in grado di recuperare appieno la sua forma fisica e di non poter garantire lo stesso rendimento che aveva fornito fino alla stagione precedente.
Al ritiro di Warburton, giunto da un giocatore di punta del rugby britannico ancora nel pieno della sua carriera, hanno fatto seguito polemiche circa la regolamentazione del gioco operata da World Rugby, rea secondo Gareth Edwards, tra le più autorevoli voci del rugby gallese, di avere spettacolarizzato la disciplina a discapito della sicurezza, specialmente riguardo alla durezza degli impatti; lo stesso Edwards ha sottolineato che il ritiro di Warburton, che fa seguito ad altre fine precoci di attività nel mondo del rugby, dovrebbe spingere i vertici mondiali della disciplina a rivedere le regole.
In occasione dei conferimenti per il nuovo anno 2018 Warburton fu insignito dell'onorificenza di ufficiale dell'ordine dell'Impero Britannico (OBE).

## Palmarès
- Coppe Anglo-Gallesi: 1
Cardiff Blues: 2008-09
- Challenge Cup: 1
Cardiff Blues: 2009-10